# دومينغو سانتانا
دومينغو سانتانا هو لاعب كرة قاعدة دومينيكاني، ولد في 5 أغسطس 1992 في سانتو دومينغو في جمهورية الدومينيكان.

## وصلات خارجية
- دومينغو سانتانا على موقع دوري كرة القاعدة الرئيسي (الإنجليزية)
- دومينغو سانتانا على موقع الدوري الياباني لكرة القاعدة (الإنجليزية)
- دومينغو سانتانا على موقعبيزبول رفرنس.كوم (الدوري الرئيسي) (الإنجليزية)
- دومينغو سانتانا على موقعبيزبول رفرنس.كوم (الدوري الثانوي) (الإنجليزية)
- دومينغو سانتانا على موقع إي إس بي إن.كوم (أم.أل.بي) (الإنجليزية)
- دومينغو سانتانا على موقع مشجعي الرسوم البيانية (الإنجليزية)